# 水屋

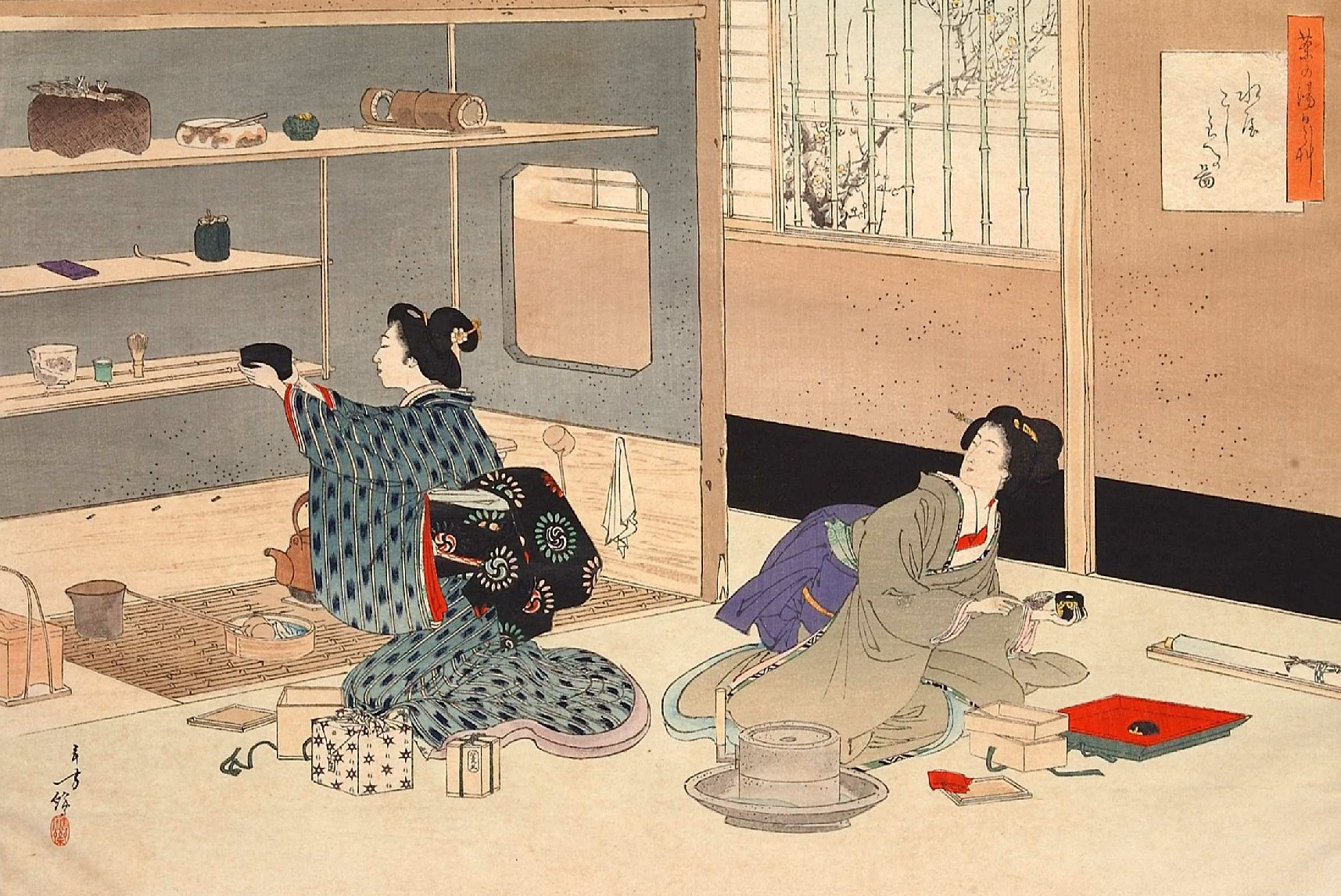
水屋

水屋の配置の例（灰色の部屋）

水屋（みずや）とは、茶室に隣接して設置される設備。茶事の手前に必要となる茶道具や水などを用意するための場所で一般の住宅でいう台所にあたる。古くは水遣、水谷とも呼んだ。

## 解説
通常は板の間に設けられ、広さは三畳から四畳のものが多い。
最下部は竹の簀の子で、簀の子の下には銅などを張った受け皿があり、水を流せるようになっている。
水屋には数段の棚が設けられており、それぞれの棚に役割がある。簀の子の流しのすぐ上には洗った茶碗などの水切りができるように竹を張った棚が付けられている。その上には洗わないものを載せるための通し棚が設けられる。また、茶道口脇には替えの茶碗を置いたり茶道具を仮置きするための仮置棚が設けられる。
水屋では棚に置かれた茶碗や腰板に掛けられた柄杓や茶筅など茶道具類が整然と配置されており、茶事では客の所望により「水屋拝見」が行われることもある。
茶室内の釜の湯を補うために水屋にも炉を切ってある場合もある。